# 北陵高等学校
北陵高等学校（ほくりょうこうとうがっこう）とは、佐賀県佐賀市高木瀬西三丁目にある私立高等学校。運営は学校法人江楠学園（こうなんがくえん）。

## 沿革
（沿革節の主要な出典は公式サイト）
- 1955年（昭和30年）4月　佐賀高等無線通信学校（各種学校）として設立
- 1962年（昭和37年）4月　佐賀電波工業高等学校となる
- 1967年（昭和42年）4月　佐賀中央工業高等学校と改称
- 2000年（平成12年）4月　北陵高等学校と改称

## 設置学科
- 電気情報科
  - 情報システムコース
  - 電気システムコース
- 建築デザイン学科
- 交通サービス科
  - 自動車エンジニアコース
  - エアポートサービスコース
- 生活教養科
  - 介護福祉士コース
  - こども・フードコース
  - ITコース

## 校訓
- 自主・自立
- 自啓
- 創造

## その他
- 一般的には、北陵と言われるが、年配者は佐賀中央工業高等学校時代の通称の中央工業、佐賀中央または中央と呼ぶこともある。
- 11月の佐賀インターナショナルバルーンフェスタではバルーン部が活躍している。

## 所在地
- 佐賀県佐賀市高木瀬西3丁目7番1号